# Johannes Troglita
Johannes Troglita (auch Troglyta) war ein General des oströmischen Kaisers Justinian I.
Flavius Iohannes Troglita stammte wahrscheinlich aus Thrakien, aber sein Nachname könnte anzeigen, dass er aus Troglios in Makedonien stammte. Er hatte unter Belisar gedient und 533 an der Rückeroberung von Africa teilgenommen. Nach dem Weggang Belisars blieb Johannes unter dessen Nachfolger Solomon in Africa und bekleidete den Rang eines dux (als duces bezeichnete man in der Spätantike die regionalen militärischen Befehlshaber). Er kämpfte gegen die einheimischen Berber und nahm 536 am Vorstoß des wieder zurückgekehrten Belisar gegen den Rebellen Stotzas teil; 537 kämpfte er unter Germanus, der Belisar ablöste. Im Laufe des Kampfes wurden er und seine Männer jedoch von Stotzas’ Truppen überwältigt und verloren ihre Standarten.
Johannes verließ bald darauf Africa und diente an der römischen Ostgrenze als dux Mesopotamiae, wo er recht erfolgreich gegen die Perser kämpfte. 546 wurde er wieder nach Africa berufen, um als magister militum per Africam die von Guntarith entfachten Unruhen niederzuschlagen. Es gelang ihm schließlich tatsächlich, die vandalischen Rebellen und die Berber entscheidend zu schlagen (548 auf den Feldern des Cato) und in der Provinz für Ruhe und Ordnung zu sorgen. Johannes feierte den Sieg mit einem „Triumph“ in Karthago und wurde für seine Verdienste zum patricius ernannt. Er blieb in Africa und versuchte in den Jahren 551 und 552 vergeblich, gegen die Ostgoten auf Sardinien und Korsika vorzugehen.
Wichtige Quellen stellen die Historien des oströmischen Historikers Prokopios von Caesarea sowie vor allem das Epos Johannis des aus Africa stammenden Dichters Gorippus dar, das die Taten des Johannes verherrlichte.